# Västra Jössefors och Kolbotten
Västra Jössefors och Kolbotten är en småort i Arvika kommun, Värmlands län som omfattar två byar i Älgå socken.